# George Chakiris
George Chakiris, född 16 september 1934 i Norwood, Ohio, är en amerikansk skådespelare och dansare. Hans föräldrar invandrade från Grekland.
Han fick sitt stora genombrott i Robert Wise filmatisering av West Side Story 1961 där han spelade Bernardo, ledaren för gänget Sharks. Faktum var att han då hade spelat samma pjäs på en teater i Londons West End i två år, men då spelade han Riff, ledaren för Jets. För sin insats i filmen belönades han med både en Oscar och en Golden Globe Award.
Filmdebuten gjorde han när han bara var 12 år gammal, en mindre roll i Du är mitt allt från 1947. Efter skoltiden flyttade han till Los Angeles där han tog arbete i ett varuhus. På sin fritid tog han sång och danslektioner, och fick på sått sätt mindre dansroller i filmer som White Christmas, Brigadoon, Sex i elden (alla från 1954) samt Herrar föredrar blondiner (1953). Sin första dramatiska roll fick han 1958 i Under Fire.
1967 spelade han mot Gene Kelly och Catherine Deneuve i Jacques Demys Flickorna i Rochefort.

## Filmografi (i urval)
- 1969 – The Big Cube
- 1968 – The Day the Hot Line Got Hot
- 1967 – Flickorna i Rochefort
- 1966 – Brinner Paris?
- 1964 – Hetsjakt i sol
- 1964 – Hjältarna från Ashiya
- 1964 – 633 Divisionen
- 1963 – Solens konungar
- 1961 – West Side Story
- 1958 – Under Fire
- 1954 – Sex i elden
- 1954 – White Christmas
- 1954 – Brigadoon
- 1953 – Herrar föredrar blondiner
- 1947 – Du är mitt allt